# Stade El Massira (Tiznit)
Stade El Massira – stadion w Maroku, w Tinzicie, na którym gra tamtejszy klub – Amal Tiznit. Może pomieścić 4000 widzów, jego nawierzchnia jest trawiasta, mieści się przy Avenue Idriss El Harti.